# Unterrabnitz
Unterrabnitz (ungarisch Alsórámócz, kroatisch Dolnji Ramac) ist eine Ortschaft und Katastralgemeinde der Gemeinde Unterrabnitz-Schwendgraben im Burgenland.

## Geografie
Der Ort befindet sich südlich von Schwendgraben im Rabnitztal. Am südwestlichen Ortsende befindet sich ein Schloss, das aber nur teilweise erhalten ist. Im ehemaligen Park befindet sich das Freilichtmuseum Frühmittelalterdorf Unterrabnitz, das in Form einer Erlebnisanlage das Leben der Burgenländer zwischen 500 n. Chr. und 1000 n. Chr. vermittelt. Es besteht aus einer Gruppe von fünf Wohn- bzw. Handwerksgebäuden, einem Keramikofen, einem Backofen und einer Schmiedehütte.